# Bonsoir
Pour plus de détails, voir Fiche technique et Distribution.
Bonsoir est un film français, réalisé et produit par Jean-Pierre Mocky en 1992, et sorti en 1994. Avec Michel Serrault, Claude Jade, Marie-Christine Barrault et Jean-Claude Dreyfus.

## Synopsis
Alex Pontin (Michel Serrault), chef tailleur dans un magasin anglais des grands boulevards parisiens, a été licencié il y a un an. À cause de ce revers de fortune, Alex n'a plus de domicile fixe. Aussi décide-t-il de chercher un nouveau lieu pour dormir chaque soir, afin de rompre sa solitude. Il se présente ainsi tour à tour chez quelques parisiens. Ainsi Alex rencontre une gentille bourgeoise Caroline Winberg (Claude Jade), une lesbienne honteuse cliente d'une charmante call-girl Gloria (Corinne Le Poulain). Alex s'installe pour la nuit chez Caroline, dont il sauve ainsi l'héritage : quand la sœur vertueuse de Caroline, Catherine (Laurence Vincendon), arrive avec sa prude tante Amélie (Monique Darpy), Alex tout nu fait croire qu'il est l'amant de Caroline. Mais l'inspecteur Bruneau (Jean-Claude Dreyfus) le soupçonne des vols et le talonne pour le prendre en flagrant délit.

## Fiche technique

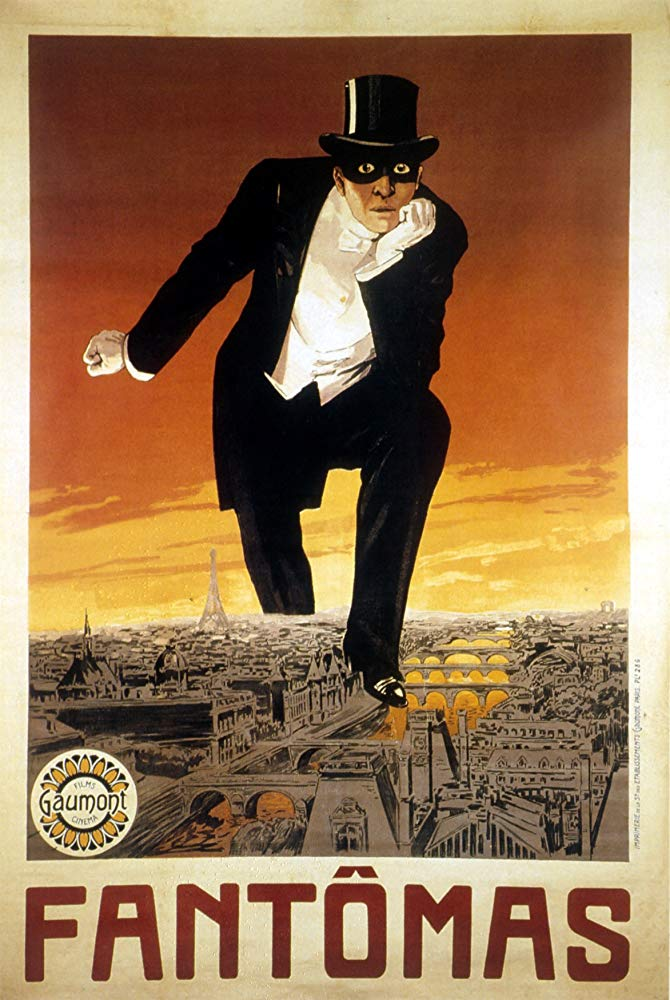
Affiche du Fantômas de Louis Feuillade, parodiée pour celle de Bonsoir.

- Réalisation : Jean-Pierre Mocky, assisté de Christophe Bier
- Scénario : Jean-Pierre Mocky, Jacques Bacelon, André Ruellan d'après Les égarements de Monsieur René de Claude Bourgeyx
- Directeur de la photo : Edmond Richard
- Musique : Vladimir Cosma
- Son : Stephane Lioret, Pierre Lorrain
- Montage : Jean-Pierre Mocky, Stéphane Schon, Jean-Pierre Reynard
- Sociétés de production : Koala Lonely Pictures, M6 Films, Flach Films, Canal+
- Distribution : MC4 Distribution
- Langue : français
- Genre : comédie
- Durée : 85 minutes
- Date de sortie :
  -  France : 19 janvier 1994
- Classification :
  -  France : tous publics[1]

## Distribution
- Michel Serrault : Alex Ponttin
- Claude Jade : Caroline Winberg
- Marie-Christine Barrault : Marie Wileska
- Corinne Le Poulain - Gloria
- Jean-Claude Dreyfus - inspecteur Bruneau
- Jean-Pierre Bisson - Marcel Dumont
- Lauren Grandt - Greta, la voleuse
- Catherine Mouchet - Eugénie, la religieuse
- Serge Riaboukine - le père Bonfils
- Maaike Jansen - Yvonne Dumont
- Roland Blanche - Monsieur de Tournefort
- Laurence Vincendon - Catherine, sœur de Caroline
- Monique Darpy - Amélie, la tante de Caroline
- Georges Lucas - Monsieur Boisse, le tailleur ruiné
- Cyliane Guy - Madame Boisse, L'épouse du tailleur ruiné
- Dominique Zardi - voisin de Caroline
- Jean-Pierre Clami - Isidore Balou
- Jean Abeillé - commissaire Corbeau
- Christian Chauvaud - Sam, le receleur
- Henri Attal - le chasseur
- Antoine Mayor - l'homme aux sangsues
- François Toumarkine - le clochard
- Luc Delhumeau - Monsieur Talbin, le procureur

## Critiques
- « Un film agréable: Drôle et émouvant, Michel Serrault en missionnaire laïc distille la douceur apaisante de sa philosophie. Les hôtesses: Claude Jade en lesbienne honteuse, Marie-Christine Barrault en mère de sept enfants et Catherine Mouchet en bonne d'un prêtre. Jean-Claude Dreyfus, en flic burlesque, est maladroitement lancé derrière lui tel un limier à la truffe bouchée... » (Arezki Hamouche, Le Factory)